# هرن هیل
هرن هیل (به انگلیسی: Herne Hill) یک راه، شهرک و ناحیه در بریتانیا است که در منطقه سات‌ارک لندن واقع شده است.